# Стуребю (станція метро)
59°16′29″ пн. ш. 18°03′25″ сх. д. / 59.274722° пн. ш. 18.056944° сх. д.
«Стуребю» (швед. Stureby) — станція Зеленої лінії Стокгольмського метрополітену, обслуговується потягами маршруту Т19.
Станцію було відкрито 9 вересня 1951 року, як тимчасову станцію. 
Постійна станція (сьогоденна) відкрита 1 жовтня 1953 року і тоді була кінцевою. 
Ще в 1930 році трамвай Ербюбанан мав тут зупинку. 
Дистанція метро між станцією Глобен та станцією Стуребю прокладена по старій трамвайній лінії.
22 листопада 1954 року було відкрито розширення на південь до Гегдалена . 

Відстань від станції Слюссен 5.8 км.
Пасажирообіг станції в будень —	2,450 осіб (2019)
.
Розташування: мікрорайон Стуребю, Седерорт, Стокгольм
Конструкція: відкрита наземна станція з однією прямою острівною платформою.

## Операції
| Попередня станція            | Лінія | Лінія     | Лінія | Наступна станція      |
| ---------------------------- | ----- | --------- | ----- | --------------------- |
| Сведмюра до Гессельбю-странд |       | Лінія T19 |       | Бандгаген до Гагсетра |